# Eleotris pisonis
Eleotris pisonis is een straalvinnige vissensoort uit de familie van slaapgrondels (Eleotridae). De wetenschappelijke naam van de soort is voor het eerst geldig gepubliceerd in 1789 door Gmelin.
Eet kleine visjes, kreeftachtige beestjes, kleine garnalen en dergelijke.